# Пристай Микола Семенович
Мико́ла Семе́нович Пристай (*26 листопада 1954, с.Студінка, Івано-Франківська область) — український футболіст, тренер. Колишній нападник івано-франківського «Спартака» та СК «Луцьк». Головний тренер ЖФК «Нафтохімік». Надано звання "Найкращий бомбардир в історії «Спартака»".

## Життєпис
Вихованець івано-франківського футболу. Перший тренер — Б. С. Пазухін. Розпочав кар'єру в чемпіонаті Івано-Франківської області в складі «Хіміка» в 1973 році. Дебютував нападником в івано-франківському «Спартаку» в 1974 році. З 1975 по 1976 рік «відбував» військову службу в СК «Луцьк». Після закінчення служби повернувся в «Спартак», де грав до 1985 року. Закінчив кар'єру в надвірнянській «Бистриці».
Один з улюбленців івано-франківських фанів.

## Тренерська кар'єра
- 2001 — 2002 «ЛУКОР» (Калуш).
- 2002 — 2003 «Енергетик» (Бурштин).
- 2004 — 2005 «Спартак» (Івано-Франківськ).
- 2005 — 2008 «Енергетик» (Бурштин).
- З листопада 2008 — головний тренер ФСК «Прикарпаття» (Івано-Франківськ).

## Корисні посилання
- Дані на сторінці www.klisf.info/numeric [Архівовано 6 червня 2011 у Wayback Machine.]
- Дані на сторінці ukr-football.org.ua
- Володимир Омом. Микола Пристай: «Футбол у Франківську обожнювали». report.if.ua. 28/11/2014
- Микола ПРИСТАЙ: “Атмосфера на старому стадіоні “Спартак” завжди була особливою”. sport.if.ua. 07.08.2022.

‎